# Insubrere
Insubrerne (Latin: pl. Insubri) var en keltisk befolkning fra antikken, der bosatte sig i Insubrien, i det, der i dag er den italienske region Lombardiet. De var grundlæggerne af Mediolanum (Milano). Selvom de var fuldstændig galliske på tidspunktet for den romerske erobring, var de resultatet af en sammensmeltning af den allerede eksisterende liguriske og keltiske befolkning (Golasecca-kulturen) med galliske stammer.